# Zygostigma
Zygostigma é um género botânico pertencente à família Gentianaceae.

## Espécies
- Zygostigma australe
- Zygostigma uniflorum